# Isla Villingili
Villingili es una isla ubicada al Norte geográfico del atolón de Malé; administrativamente, no forma parte del atolón Kaafu y es conocida oficialmente como Vilimalé. Es considerada el quinto distrito de la ciudad de Malé, en las Maldivas. Se encuentra a unos dos kilómetros al oeste de la isla de Malé.
Posee una superficie de 31,8 hectáreas (equivalentes a 0,31 km²), con una población estimada en 6956 habitantes lo que da una densidad de 21 874,2 hab/km².